# 26 augustus
26 augustus is de 238e dag van het jaar (239e dag in een schrikkeljaar) in de gregoriaanse kalender. Hierna volgen nog 127 dagen tot het einde van het jaar.

## Gebeurtenissen
- Algemeen
  - 1789 - De eerste universele Verklaring van de Rechten van de Mens en de Burger wordt in Frankrijk openbaar gemaakt.
  - 1920 - Het 19e amendement op de Amerikaanse grondwet wordt van kracht en geeft vrouwen stemrecht.
  - 1990 - In de Joegoslavische stad Tuzla komen 78 mijnwerkers om bij een gasontploffing in een kolenmijn.
  - 2003 - Kadebreuk in Wilnis: de ringdijk van de polder Groot-Mijdrecht breekt door ten gevolge van uitdroging van de veenkade door de voorafgaande hittegolf.
  - 2004 - Een gewone vinvis strandt in Noordwijk.
  - 2009 - Twee in Somalië ontvoerde agenten van de Franse inlichtingendienst worden vrijgelaten. Radicale islamisten ontvoerden hen een maand eerder vanuit een hotel in de hoofdstad Mogadishu.
  - 2017 - Bij een verkeersongeval met twee vrachtwagens en een minibus vallen acht doden. Het ongeluk gebeurt even na drie uur 's nachts (plaatselijke tijd) op snelweg M1, in de buurt van de stad Milton Keynes.
  - 2023 - Door explosies na een brand bij een brandstofopslag voor LPG in Crevedia (Roemenië) vallen tientallen slachtoffers.[1]

- Criminaliteit en veiligheid
  - 2010 - De Venezolaanse autoriteiten ontdekken vier ton cocaïne op het terrein van een ranch in de centrale deelstaat Guárico. Volgens minister van Justitie Tareck El Aissami gaat het om de grootste drugsvondst sinds jaren.

- Media
  - 1970 - President Jafaar Numeiri van Soedan maakt bekend dat alle kranten en persbureaus in het Afrikaanse land worden genationaliseerd.
  - 2016 - Albert Verlinde presenteert na 15 jaar voor de laatste keer RTL Boulevard en Rik van de Westelaken neemt afscheid als nieuwslezer bij NOS Journaal.
  - 2018 - Presentator en verslaggever Govert van Brakel (68) stopt na 42 jaar met werken voor de Nederlandse radio.
  - 2019 - Man bijt hond en Lingo zijn weer terug op de buis. SBS6 heeft Lingo iets aangepast en Jan Versteegh is de nieuwe presentator.

- Muziek
  - 2017 - De zangeres Anneke Grönloh (75) treedt voor de laatste keer op.[2] Zij beëindigt haar carrière na 58 jaar wegens gezondheidsproblemen.

- Oorlog
  - 1071 - Slag bij Manzikert, tussen een Byzantijns en een Seltsjoeks leger.
  - 1346 - Slag bij Crécy, Filips VI wordt verslagen door de Engelsen.
  - 1652 - Slag bij Plymouth, zeeslag tijdens de Eerste Engels-Nederlandse Oorlog.
  - 1914 - Begin van de Slag bij Tannenberg, het eerste Duitse succes tijdens de Eerste Wereldoorlog.
  - 1966 - De People’s Liberation Army of Namibia (PLAN) lanceert de eerste aanval op bezetter Zuid-Afrika bij het trainingskamp Omugulugwombashe. Daarmee begint de onafhankelijkheidsoorlog in Namibië.
  - 1991 - De eerste Kroatische president Franjo Tudjman verklaart de oorlog aan Joegoslavië.

- Politiek
  - 1939 - Verregaande autonomie voor Banat en Kroatië binnen het koninkrijk Joegoslavië na onderhandelingen met de Kroatische boerenpartij.
  - 2001 - President Robert Mugabe van Zimbabwe maakt bekend dat hij alle blanke boeren het land wil uitjagen.
  - 2013 - De Braziliaanse minister van Buitenlandse Zaken Antonio Patriota dient zijn ontslag in, nadat een van zijn diplomaten de Boliviaanse opposant Roger Pinto over de grens heeft gesmokkeld.
  - 2016 - De autoriteiten in Bolivia stellen drie leiders van de mijnwerkersvakbond in staat van beschuldiging voor de gewelddadige dood van de onderminister van Binnenlandse Zaken een dag eerder.

- Religie
  - 1978 - Albino Luciani wordt paus Johannes Paulus I.

- Sport
  - 1778 - Eerste beklimming van de berg Triglav.
  - 1900 - Roeiers François Brandt en Roelof Klein winnen het eerste Nederlandse olympisch goud.
  - 1926 - Oprichting van de Italiaanse voetbalclub AC Fiorentina.
  - 1940 - In Waalwijk wordt voetbalclub RKC (Rooms Katholieke Combinatie) opgericht.
  - 1970 - Feyenoord speelt als eerste Nederlandse club, de heenwedstrijd, in strijd om de wereldbeker.
  - 1979 - Jan Raas wordt in Valkenburg wereldkampioen wielrennen.
  - 1994 - In het pas geopende Abe Lenstra Stadion in Heerenveen trappen sc Heerenveen en FC Groningen het seizoen 1994/95 af. Het duel eindigt in een 2-0 overwinning voor de Friezen door treffers van Tom Sier en Erik Regtop.
  - 1995 - In de Engelse stad Middlesbrough spelen Middlesbrough FC en Chelsea FC de allereerste wedstrijd in het Riverside Stadium.
  - 2001 - In het Wagener-stadion in Amstelveen verliest de Nederlandse vrouwenhockeyploeg met 3-2 van Argentinië in de finale van de strijd om de Champions Trophy.
  - 2004 - Amerika wint het derde olympische voetbaltoernooi voor vrouwen door Brazilië in de finale met 2-1 te verslaan.
  - 2006 - Start van de Ronde van Spanje, die begint met een ploegentijdrit in Málaga.
  - 2015 - Julius Yego uit Kenia verbetert in Peking het Afrikaans record speerwerpen tot 92,72 meter.
  - 2017 - Nederland wint de Europese hockeytitel door België in Amstelveen met 3-0 te verslaan.
  - 2017 - Een Zuid-Afrikaanse rechter geeft het Openbaar Ministerie geen toestemming om tegen de straf van voormalig olympisch hardloper Oscar Pistorius in beroep te gaan.
  - 2023 - Bij de wereldkampioenschappen atletiek in Boedapest (Hongarije) loopt Nederlands atlete Sifan Hassan naar zilver op de 5000 meter. Faith Kipyegon uit Kenia pakt de kampioenstitel.[3]
  - 2023 - De Nederlandse hockeysters winnen in Mönchengladbach (Duitsland) voor de vierde achtereenvolgende keer het Europees kampioenschap hockey voor vrouwen door in de finale België met 3-1 te verslaan. De hockeydames voegen daarmee de twaalfde Europese titel toe aan de erelijst.[4]
  - 2023 - Wereldvoetbalbond FIFA schorst Luis Rubiales, de voorzitter van de Spaanse voetbalbond RFEF, voor alle voetbalgerelateerde activiteiten op nationaal en internationaal niveau voor een periode van 90 dagen vanwege het omstreden kussen van speelster Jennifer Hermoso na de gewonnen WK-finale tegen Engeland.[5] Zie ook 20 augustus.

- Wetenschap en technologie
  - 1854 - In het tijdschrift L'Illustration beschrijft de Fransman Charles Bourseul het basisprincipe van de telefoon.
  - 1978 - Sigmund Jähn is als bemanningslid van de Sojoez 31 missie naar het Saljoet 6 ruimtestation de eerste Duitser die een ruimtevlucht maakt.[6]
  - 2023 - Lancering van een Falcon 9 raket met een Crew Dragon van SpaceX vanaf Kennedy Space Center Lanceercomplex 39 voor de Crew-7 missie naar het ISS met NASA astronaut Jasmin Moghbeli, ESA astronaut Andreas Mogensen, JAXA astronaut Satoshi Furukawa en Roskosmos kosmonaut Konstantin Borisov. Dit is de eerste Crew Dragon missie met een piloot (Mogensen) die niet van NASA is en de eerste Crew Dragon missie waarbij de eerste trap op het vasteland en niet op een droneschip landt.[7]

## Geboren

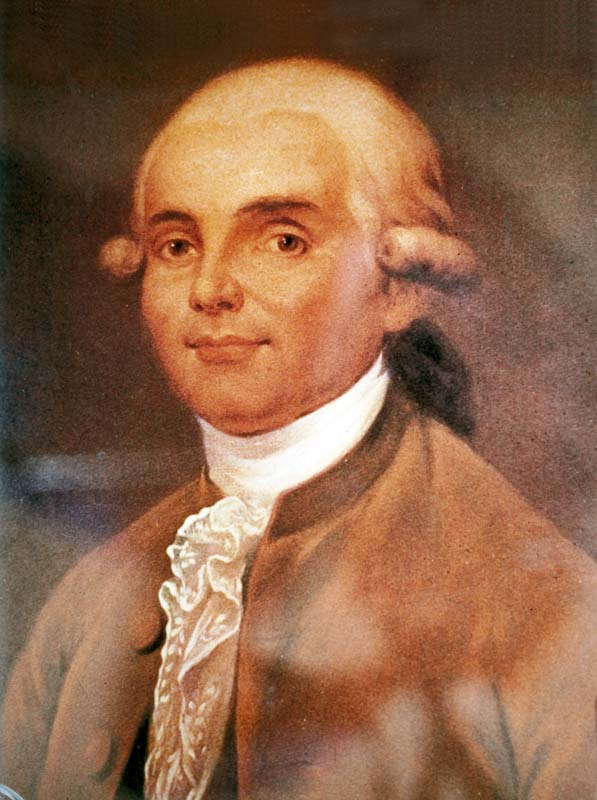
Joseph Michel Montgolfier
geboren in 1740

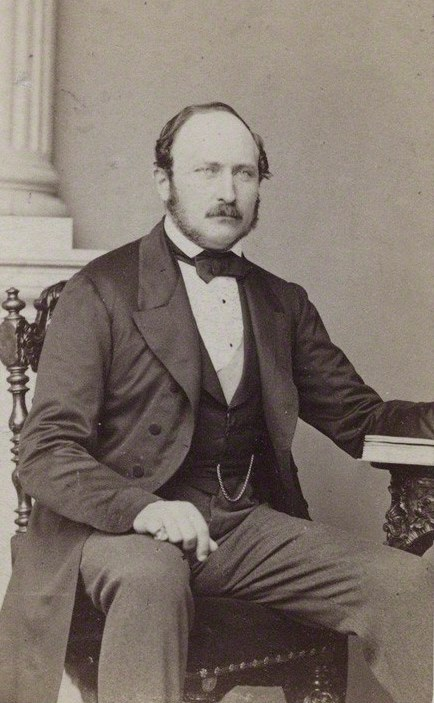
Albert van Saksen-Coburg en Gotha
geboren in 1819

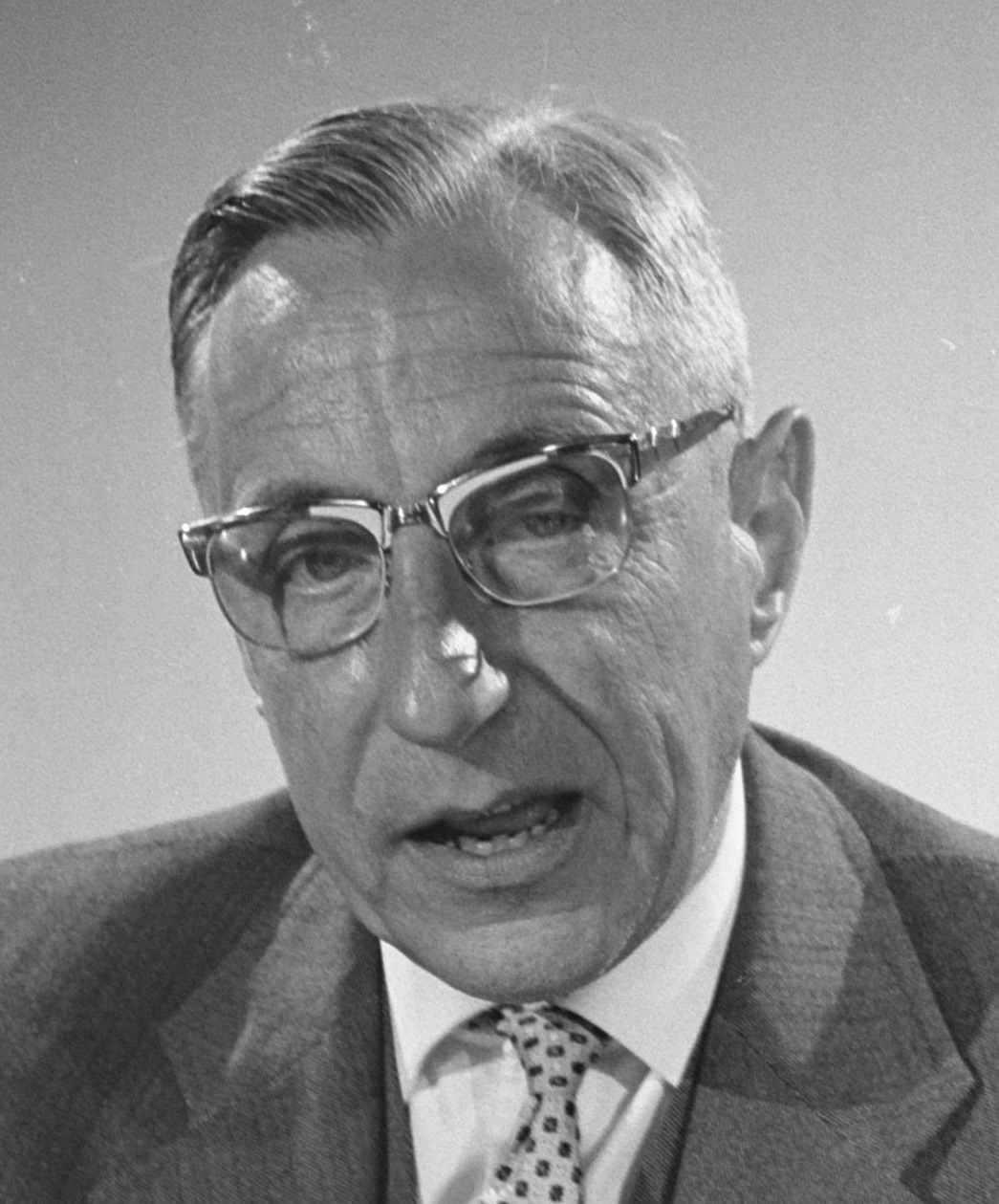
Jan de Quay
geboren in 1901

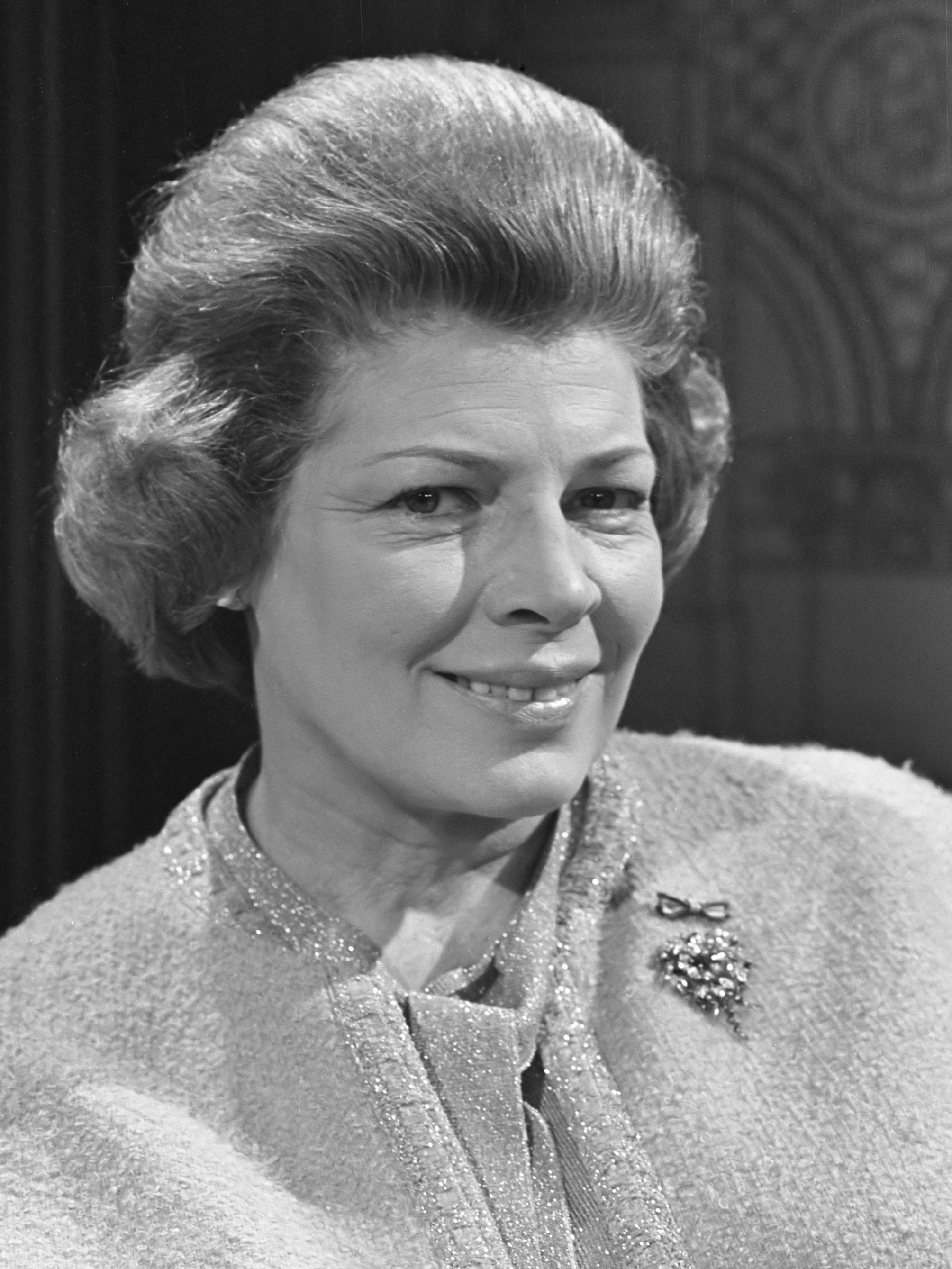
Gré Brouwenstijn
geboren in 1915

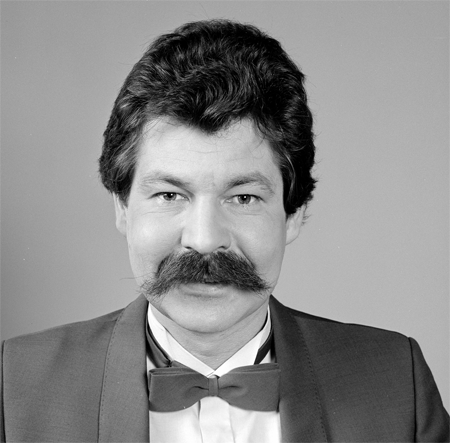
Chiel Montagne
geboren in 1944

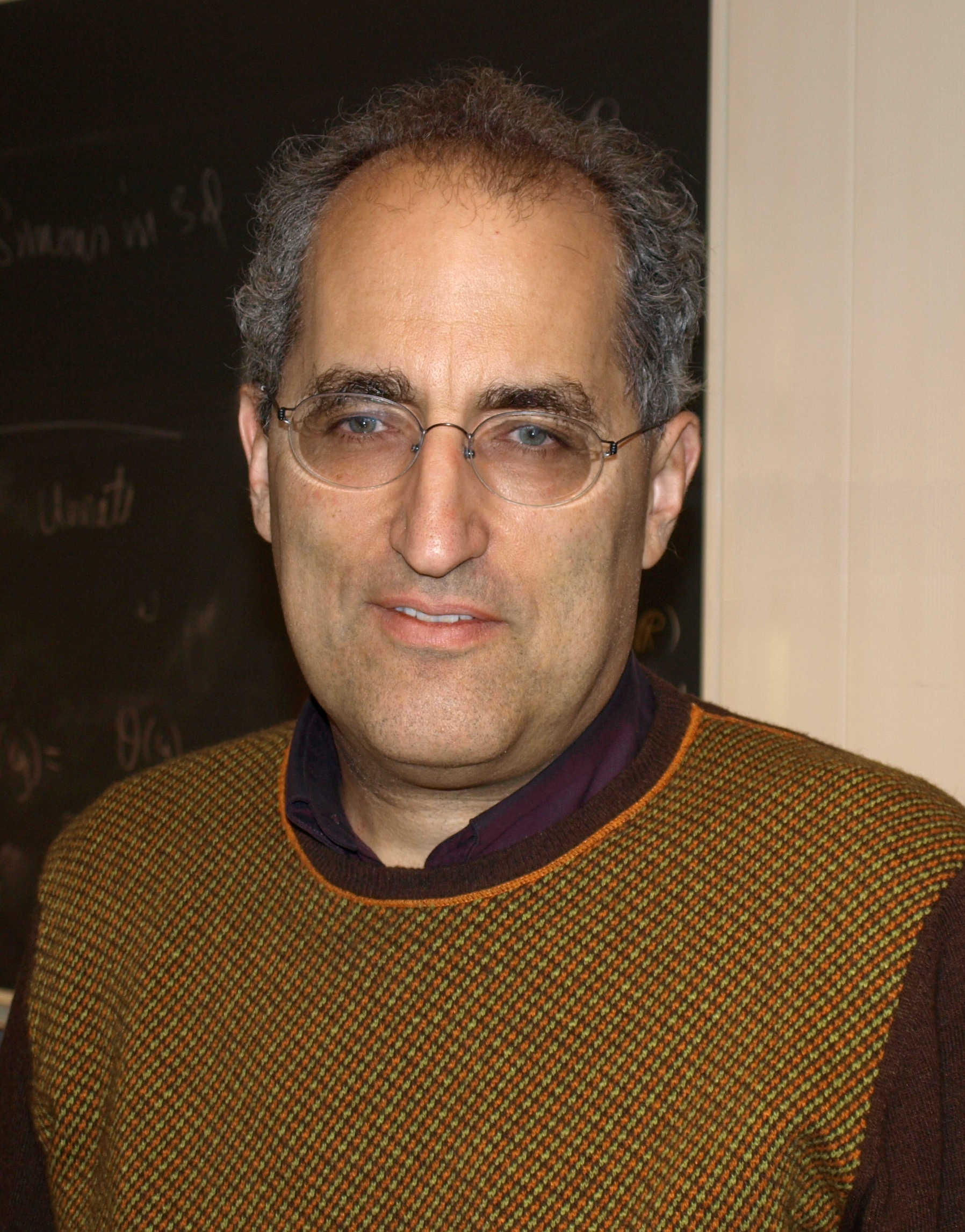
Edward Witten
geboren in 1951

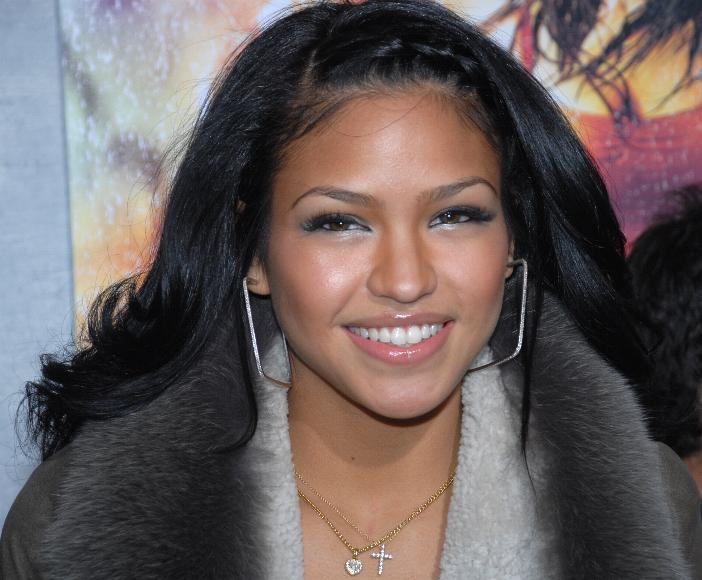
Cassie
geboren in 1986

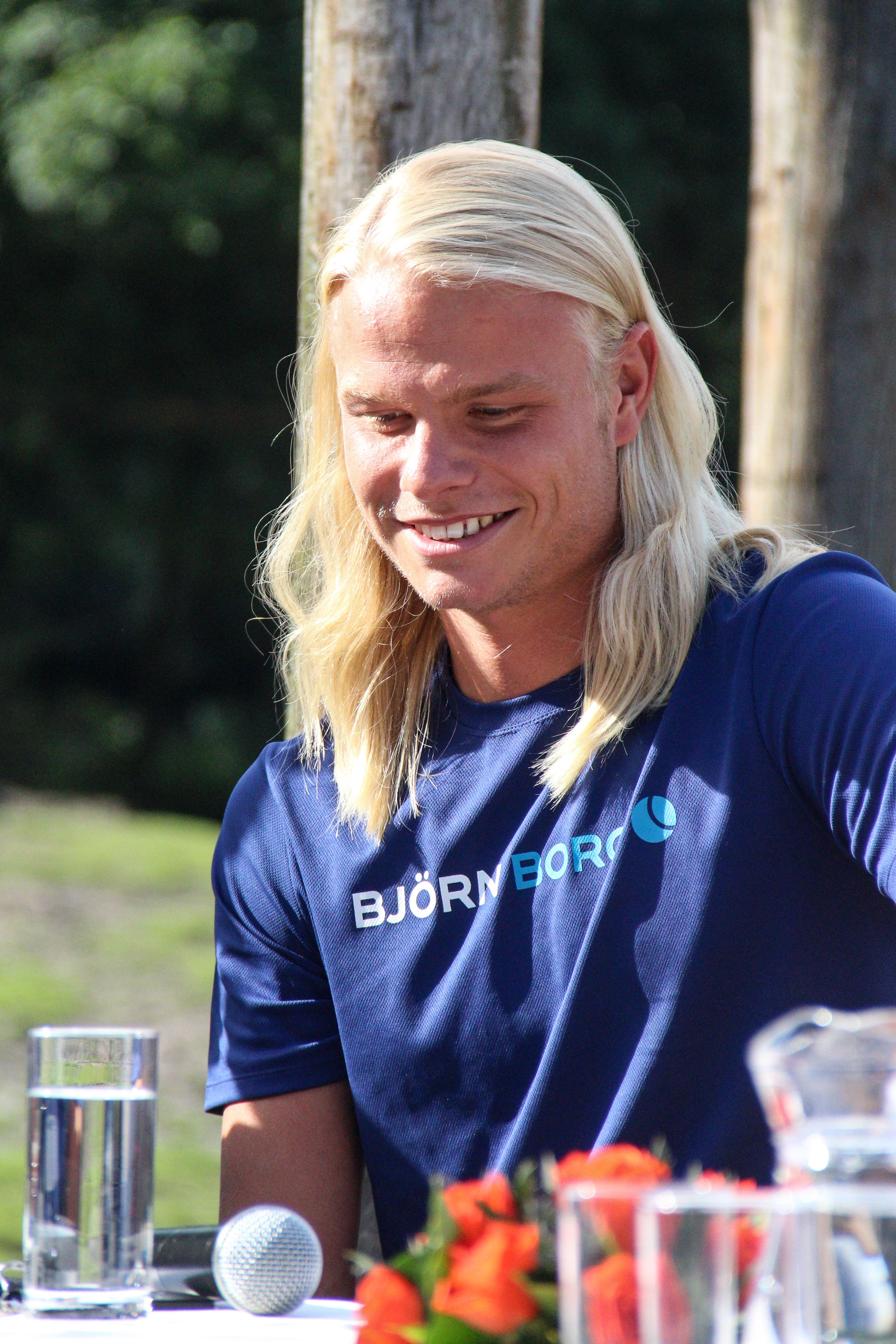
Koen Verweij
geboren in 1990

- 1687 - Willem de Fesch, Nederlands componist en violist (overleden 1757)
- 1728 - Johann Heinrich Lambert, Duits-Zwitsers wetenschapper (overleden 1777)
- 1740 - Joseph Michel Montgolfier, Frans uitvinder van de luchtballon (overleden 1810)
- 1743 - Antoine Lavoisier, Frans scheikundige (overleden 1794)
- 1769 - Johannes ter Pelkwijk, Nederlands staatsman en waarnemend gouverneur van Overijssel (overleden 1834)
- 1779 - Arnoldus Brocx, conservatief staatsman (overleden 1861)
- 1819 - Albert van Saksen-Coburg en Gotha, echtgenoot en Prins-gemaal van de Britse koningin Victoria (overleden 1861)
- 1845 - Mary Ann Nichols - eerste canonieke slachtoffer Jack de Ripper (overleden 1888)
- 1872 - Bernhard van Lippe-Biesterfeld, vader van Prins Bernhard (overleden 1934)
- 1873 - Lee De Forest, Amerikaans uitvinder (overleden 1961)
- 1880 - Guillaume Apollinaire, Italiaans Franstalig schrijver en dichter (overleden 1918)
- 1882 - James Franck, Duits-Amerikaans natuurkundige en winnaar van de Nobelprijs voor de Natuurkunde in 1925 (overleden 1964)
- 1882 - Carlo Galetti, Italiaans wielrenner (overleden 1949)
- 1886 - Rudolf Belling, Duits beeldhouwer (overleden 1972)
- 1889 - Richard Rau, Duits atleet (overleden 1945)
- 1891 - Emmy van Lokhorst, Nederlands schrijfster en literatuurcritica (overleden 1970)
- 1892 - Gaetano Belloni, Italiaans wielrenner (overleden 1980)
- 1894 - Betsy Huitema-Kaiser, Nederlands beeldend kunstenares (overleden 1978)
- 1896 - Besse Cooper, in 2011 oudste erkende levende mens ter wereld (overleden 2012)
- 1896 - Kenneth Myers, Amerikaans roeier (overleden 1974)
- 1898 - Peggy Guggenheim, Amerikaans kunstverzamelaar (overleden 1979)
- 1901 - Jan de Quay, Nederlands minister-president (overleden 1985)
- 1904 - Christopher Isherwood, Brits-Amerikaans schrijver (overleden 1986)
- 1906 - Albert Sabin, Amerikaans medicus (overleden 1993)
- 1908 - Jacques Martin, Frans curiekardinaal (overleden 1992)
- 1908 - Rufino Santos, Filipijns kardinaal en aartsbisschop van Manilla (overleden 1973)
- 1910 - Hans Houtzager sr., Nederlands atleet (overleden 1993)
- 1910 - Moeder Teresa, katholieke zuster, winnaar van de Nobelprijs voor de Vrede (overleden 1997)
- 1912 - John Tinniswood, Brits Tweede Wereldoorlog-veteraan en supereeuweling (overleden 2024)
- 1913 - Julius Döpfner, Duits kardinaal-aartsbisschop van München en Freising (overleden 1976)
- 1913 - Jan Frederik Hartsuiker, Nederlands jurist (overleden 2003)
- 1913 - Cees de Lange, Nederlands conferencier en muzikant (overleden 1974)
- 1913 - Boris Pahor, Sloveens schrijver (overleden 2022)
- 1914 - Julio Cortázar, Argentijns schrijver (overleden 1984)
- 1915 - Gré Brouwenstijn, Nederlands operazangeres (overleden 1999)
- 1915 - Jan van Straelen, Nederlands verzetsstrijder (overleden 1943)
- 1918 - Katherine Johnson, Amerikaans natuurkundige, ruimtewetenschapper en wiskundige (overleden 2020)
- 1918 - Louis Stotijn, Nederlands fagottist en dirigent (overleden 2013)
- 1920 - Prem Tinsulanonda, Thais militair en politicus (overleden 2019)
- 1923 - Wolfgang Sawallisch, Duits dirigent en pianist (overleden 2013)
- 1924 - Olle Gunneriusson, Zweeds biatleet (overleden 1982)
- 1925 - Bobby Ball, Amerikaans autocoureur (overleden 1954)
- 1925 - Robert Colescott, Amerikaans kunstschilder (overleden 2009)
- 1925 - Sangharakshita, Brits boeddhistisch leraar en schrijver (overleden 2018)
- 1926 - Yitzchok Tuvia Weiss, Israëlisch opperrabbijn (overleden 2022)
- 1927 - Balkrishna Doshi, Indiaas architect (overleden 2023)
- 1928 - Thijs van Berckel, Nederlands burgemeester (overleden 2021)
- 1931 - Jay Abney, Amerikaans autocoureur (overleden 1958)
- 1935 - Cornelis Bastiaan Vaandrager, Nederlands schrijver (overleden 1992)
- 1936 - Benedict Anderson, Amerikaans antropoloog en politicoloog (overleden 2015)
- 1937 - Nina Companeez, Frans filmregisseur en scenarist (overleden 2015)
- 1938 - Marcello Gandini, Italiaans auto-ontwerper (overleden 2024)
- 1938 - Hennie Marinus, Nederlands wielrenner (overleden 2018)
- 1939 - Hans Sleeuwenhoek, Nederlands presentator en programmamaker (overleden 2017)
- 1939 - Robert Waseige, Belgisch voetballer en voetbalcoach (overleden 2019)
- 1940 - Don LaFontaine, Amerikaans stemacteur (overleden 2008)
- 1941 - Barbara Ehrenreich, Amerikaans journalist, columnist en publicist (overleden 2022)
- 1941 - Barbet Schroeder, Iraans-Frans acteur en regisseur
- 1942 - Vic Dana, Amerikaans tapdanser, popzanger en filmacteur
- 1942 - Lia Hinten, Nederlands atlete (overleden 2021)
- 1943 - Dori Caymmi, Braziliaans zanger, gitarist, songwriter, arrangeur en muziekproducent
- 1943 - Roué Hupsel, Surinaams presentator en schrijver (overleden 2023)
- 1943 - Renate Vincken, Nederlands kunstenares (overleden 2013)
- 1944 - Patrick Devedjian, Frans politicus (overleden 2020)
- 1944 - Chiel Montagne, Nederlands presentator en dj (overleden 2025)
- 1944 - Jan van Veen, Nederlands radio-dj en -presentator (overleden 2024)
- 1945 - Johny Voners, Belgisch acteur (overleden 2020)
- 1946 - Tom Ridge, Amerikaans minister van Binnenlandse Veiligheid
- 1946 - Mark Snow, Amerikaans componist (overleden 2025)
- 1947 - Jan Krekels, Nederlands wielrenner
- 1949 - Alberto Cardaccio, Uruguayaans profvoetballer (overleden 2015)
- 1949 - Dan Cruickshank, Engels historicus
- 1950 - Renno Roelandt, Belgisch atleet
- 1950 - Carlos Sevilla, Ecuadoraans voetballer en voetbalcoach
- 1950 - Frans Van Looy, Belgisch wielrenner (overleden 2019)
- 1950 - Paul van Tongeren, Nederlands filosoof en theoloog
- 1951 - Edward Witten, Amerikaans wiskundige en fysicus
- 1954 - Jan van Belzen, Nederlands politicus en burgemeester van de gemeente Barendrecht
- 1954 - Howard Clark, Engels golfer
- 1954 - Lex van de Haterd, Nederlands neerlandicus en publicist
- 1954 - Rini Hurkmans, Nederlands kunstenaar
- 1954 - Steve Wright, Brits diskjockey (overleden 2024)
- 1956 - Auke Scholma, Nederlands dammer
- 1957 - Dr. Alban, Nigeriaans rapper
- 1957 - Dominique Dupuy, Frans autocoureur
- 1957 - Wim Verstraeten, Belgisch ballonvaarder (overleden 2021)
- 1959 - Bill Gwatney, Amerikaans zakenman en politicus (Democratische Partij) (overleden 2008)
- 1959 - Piter Wilkens, Friestalig zanger en tekstschrijver
- 1960 - Branford Marsalis, Amerikaans jazz-saxofonist
- 1961 - Fahrudin Omerović, Bosnisch voetballer en voetbaltrainer
- 1961 - Martien Meiland, Nederlands mediapersoonlijkheid
- 1962 - Jos van Aert, Nederlands wielrenner
- 1962 - Roger Kingdom, Amerikaans atleet
- 1962 - Tariq Ramadan, Zwitsers filosoof en islamoloog
- 1963 - Ludger Beerbaum, Duits springruiter
- 1963 - Veniamin Symeonidis, Grieks darter
- 1964 - Daphne Caruana Galizia, Maltees journaliste en schrijfster (overleden 2017)
- 1965 - Jon Hensley, Amerikaans soap-acteur
- 1965 - Mario Più, Italiaans dj/producer
- 1965 - Koen Vanmechelen, Belgisch kunstenaar
- 1966 - Jacques Brinkman, Nederlands hockeyer en hockeycoach
- 1966 - Nicholas Saliba, Maltees voetballer
- 1968 - Chris Boardman, Brits wielrenner
- 1970 - Tom Enberg, Fins voetballer
- 1970 - Olimpiada Ivanova, Russisch atlete
- 1970 - Melissa McCarthy, Amerikaans actrice en comédienne
- 1970 - Antoni Peña, Spaans atleet
- 1971 - Duncan Cameron, Brits autocoureur
- 1971 - Søren W. Johansson, Deens atleet
- 1971 - Toek Numan, Nederlands componist
- 1972 - Jim de Groot, Nederlands muzikant en acteur
- 1972 - Marie-Rose Morel, Belgisch politica (overleden 2011)
- 1972 - Carmen Verheul, Nederlands nieuwslezeres
- 1976 - Amaia Montero, Spaans zangeres
- 1976 - Freya Piryns, Belgisch politica
- 1976 - Sébastien Vieilledent, Frans roeier
- 1977 - Therese Alshammar, Zweeds zwemster
- 1978 - Hestrie Cloete, Zuid-Afrikaans atlete
- 1978 - Sagopa Kajmer, Turks rapper
- 1978 - James Vanlandschoot, Belgisch wielrenner
- 1979 - Cristian Mora, Ecuadoraans voetballer
- 1980 - Macaulay Culkin, Amerikaans acteur
- 1980 - Chris Pine, Amerikaans acteur
- 1981 - Paul Mitchell, Engels voetballer en sportbestuurder
- 1982 - John Mulaney, Amerikaans stand-upcomedian
- 1983 - Yaritza Abel, Cubaans judoka
- 1983 - Magnus Moan, Noors noordse combinatieskiër
- 1983 - Félix Porteiro, Spaans autocoureur
- 1984 - Arnie David Girat, Cubaans atleet
- 1986 - Cassie, Amerikaans zangeres
- 1986 - Colin Kâzım-Richards, Engels-Turks voetballer
- 1986 - Piero Pradenas, Belgisch volleyballer (overleden 2008)
- 1986 - Davide Rigon, Italiaans autocoureur
- 1986 - Kerstin Thiele, Duits judoka
- 1987 - Gregory Halman, Nederlands honkballer (overleden 2011)
- 1988 - Prinses Maria Laura van België
- 1988 - Cristina Neagu, Roemeens handbalster
- 1988 - Mike Westerman, Nederlands shorttracker
- 1990 - Koen Verweij, Nederlands schaatser
- 1991 - Gauthier Boccard, Belgisch hockeyer
- 1991 - Dylan O'Brien, Amerikaans acteur
- 1991 - Kato Callebaut, Belgisch zangeres en muzikante
- 1991 - Arnaud Démare, Frans wielrenner
- 1991 - Jessica Diggins, Amerikaans langlaufster
- 1991 - Kirsten Nieuwendam, Surinaams atlete
- 1992 - Roy Kortsmit, Nederlands voetbaldoelman
- 1994 - Anastasia Kobekina, Russisch celliste
- 1994 - Lauren Taylor, Brits golfspeelster
- 1994 - Buddy Vedder, Nederlands acteur en presentator
- 1995 - Amalie Eikeland, Noors voetbalster
- 1995 - Teske de Schepper, Nederlands vlogger en zangeres
- 1996 - Francisco Mora, Portugees autocoureur
- 1997 - Samuel Kalu, Nigeriaans voetballer
- 1999 - Damaris Egurrola, Nederlands-Spaans-Amerikaans voetbalster
- 1999 - Luuk Maas, Nederlands atleet
- 1999 - Naz Reid, Amerikaans basketballer
- 2001 - Patrick Williams, Amerikaans basketballer
- 2002 - Dilane Bakwa, Frans-Congolees voetballer
- 2003 - Fien Enghels, Belgisch gymnaste
- 2003 - Veerle van Spijk, Nederlands voetbalster
- 2003 - Sam de Visser, Belgisch Paralympisch zwemmer

## Overleden
- 887 - Kōkō (57), keizer van Japan

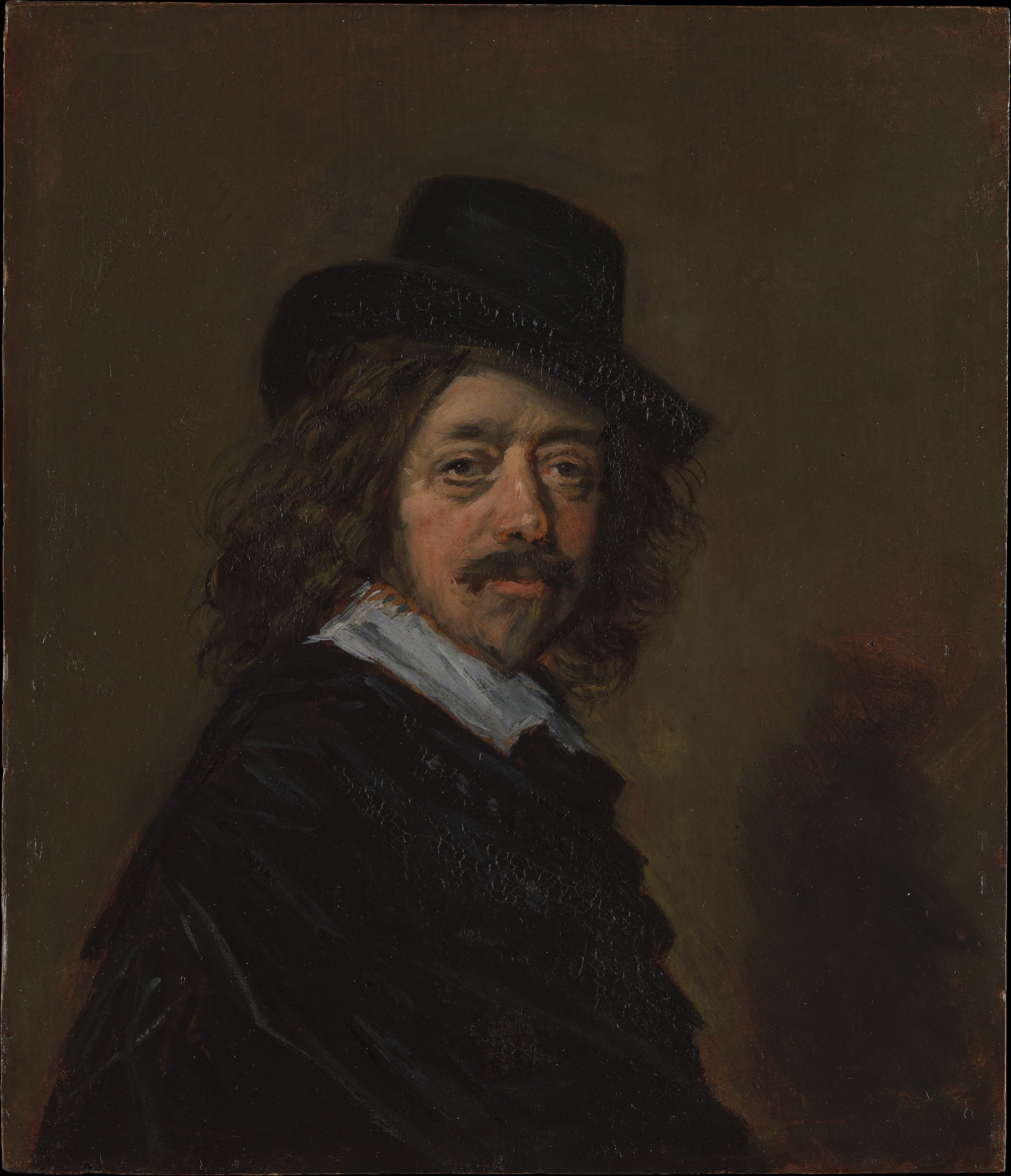
Frans Hals,
overleden in 1666

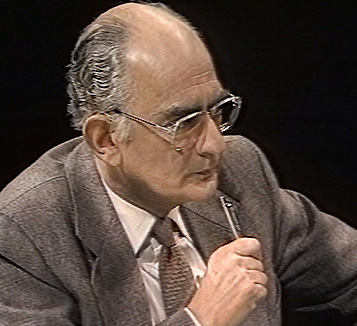
Jaap van Meekren,
overleden in 1997

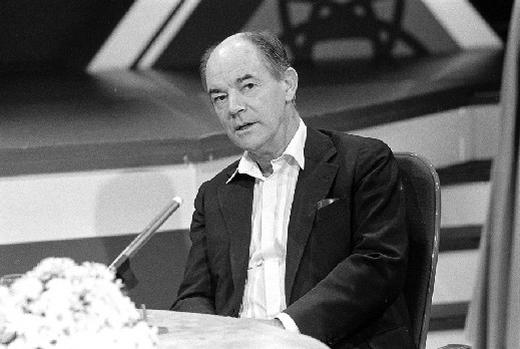
Ton van Duinhoven
overleden in 2010

- 1278 - Ottokar II (46), koning van Bohemen
- 1346 - Jan de Blinde (50), koning van Bohemen en graaf van Luxemburg
- 1551 - Margaretha Leijonhufvud (35), koningin-gemaal van Zweden
- 1666 - Frans Hals (83), Nederlands portretschilder
- 1723 - Antoni van Leeuwenhoek (90), Nederlands wetenschapper
- 1795 - Alessandro Cagliostro (52), Italiaans avonturier en alchemist
- 1850 - Lodewijk Filips I van Frankrijk (76), koning van Frankrijk
- 1865 - Johann Encke (73), Duits astronoom
- 1895 - Johann Friedrich Miescher (51), Zwitsers biochemicus, ontdekker van DNA
- 1899 - Pieter Jacob Cosijn, taalkundige en filoloog.
- 1907 - Pieter Lodewijk Tak (58), voorzitter van de SDAP en hoofdredacteur van Het Volk
- 1910 - William James (68), Amerikaans filosoof en psycholoog
- 1921 - Matthias Erzberger (45), Duits politicus en minister van Financiën
- 1921 - Peter I van Joegoslavië (77), koning van Servië
- 1930 - Gerrit Jacob Boekenoogen (62), Nederlands taalkundige
- 1933 - Julien Van Campenhout (35), Belgisch atleet
- 1935 - Jo Goetzee (51), Nederlands atleet
- 1939 - Willy Bohlander (48), Nederlands waterpoloër
- 1955 - Karel Robert Douglas (75), Brits edelman
- 1960 - Knud Enemark Jensen (23), Deens wielrenner
- 1964 - Joseph Baeten (71), bisschop van het Bisdom Breda (1951 - 1962)
- 1969 - Alejandro Abadilla (63), Filipijns dichter en schrijver
- 1974 - Charles Lindbergh (72), luchtvaartpionier
- 1978 - José Manuel Moreno (62), Argentijns voetballer
- 1979 - Mika Waltari (70), Fins schrijver
- 1985 - Piet Jongeling (76), Nederlands journalist, verzetsstrijder, politicus en kinderboekenschrijver
- 1986 - Ted Knight (62), Amerikaans acteur
- 1989 - Henk Heidweiller (60), Surinaams politicus
- 1989 - Irving Stone (86), Amerikaans schrijver
- 1990 - Mário Pinto de Andrade (62), Angolees dichter en politicus
- 1992 - Bob De Moor (66), Belgisch striptekenaar
- 1995 - John Brunner (60), Brits schrijver van sciencefictionromans en korte verhalen
- 1995 - Staf Versluys (66), Belgisch scheepsbouwer en zeiler
- 1995 - Ronnie White (56), Amerikaans soulzanger en liedschrijver (van The Miracles)
- 1997 - Jaap van Meekren (73), Nederlands tv-journalist en -presentator
- 1998 - Jaanus Kuum (33), Noors wielrenner
- 2004 - Laura Branigan (52), Amerikaans zangeres
- 2004 - Augusto Vieira de Oliveira (Tite) (74), Braziliaans voetballer
- 2005 - Louis Ferron (63), Nederlands schrijver
- 2006 - Rainer Barzel (82), Duits politicus voor de CDU
- 2007 - Gaston Thorn (78), Luxemburgs advocaat en politicus (o.a. premier en voorzitter Europese Commissie)
- 2008 - Eef Kamerbeek (74), Nederlands tienkamper
- 2008 - Tom Voûte (72), Nederlands kinderoncoloog
- 2010 - Ton van Duinhoven (89), Nederlands acteur, journalist en tekstschrijver
- 2013 - Henny Knoet (71), Nederlands ontwerper
- 2013 - John Kuipers (76), Nederlands acteur, danser en choreograaf
- 2013 - Gerard Murphy (57), Brits acteur
- 2015 - Peter Kern (66), Oostenrijks acteur, regisseur en filmproducent
- 2016 - Ton Pronk (75), Nederlands voetballer
- 2016 - Ab Tamboer (65), Nederlands drummer
- 2017 - Tobe Hooper (74), Amerikaans filmregisseur
- 2018 - Martin van Beek (58), Nederlands politicus
- 2018 - Ilse Bulhof (86), Nederlands filosofe
- 2018 - Neil Simon (91), Amerikaans toneelschrijver
- 2019 - Pál Benkő (91), Hongaars schaker
- 2020 - Gerald Carr (88), Amerikaans ruimtevaarder
- 2020 - Oscar Cruz (85), Filipijns aartsbisschop
- 2020 - André-Paul Duchâteau (95), Belgisch stripsscenarist
- 2020 - Dirk Mudge (92), Namibisch politicus
- 2020 - Els Veder-Smit (98), Nederlands politica
- 2021 - Ton van Genugten (38), Nederlands rallycoureur en ondernemer
- 2021 - Vladimir Sjadrin (73), Sovjet-Russisch ijshockeyer
- 2023 - Geraldo Majella Agnelo (89), Braziliaans geestelijke en kardinaal
- 2023 - Bob Barker (99), Amerikaans televisiepresentator
- 2023 - Bosse Broberg (85), Zweeds jazztrompettist
- 2023 - Gleb Panfilov (89), Russisch filmregisseur
- 2024 - Sven-Göran Eriksson (76), Zweeds voetballer en voetbaltrainer

## Viering/herdenking
- Rooms-Katholieke kalender:
  - Heilige Zefirin († 217)
  - Heilige Alexander van Bergamo († ca 305)
  - Heilige Jeanne-Élisabeth Bichier des Âges († 1838)
  - Heilige Melchisedek († ca 1800 voor Christus)
  - Heiligen Orontius, Fortunatus en Justus van Lecce († 68)
  - Heilige Mariam Baouardy († 1878)
  - Zalige Laurence Harasymiv († 1952)
  - Zwarte Madonna van Częstochowa, Hoogfeest in Polen, Vrije gedachtenis in Rusland en Ukraïne

## Weerextremen

### Nederland
| | Officiële records | Officiële records | Officiële records |      | Landelijke records | Landelijke records | Landelijke records                                   |
| Gebeurtenis | Jaar              | Extreem           | Locatie           | Jaar | Extreem            | Locatie            |                                                      |
| --- | ----------------- | ----------------- | ----------------- | ---- | ------------------ | ------------------ | ---------------------------------------------------- |
| Laagste etmaalgemiddelde temperatuur (°C) | 1969              | 12,1              | De Bilt           |      | 1969               | 10,9               | Twenthe                                              |
| Hoogste etmaalgemiddelde temperatuur (°C) | 2019              | 23,4              | De Bilt           |      | 2001               | 26,1               | Maastricht                                           |
| Laagste minimumtemperatuur (°C) | 1929              | 5,3               | De Bilt           |      | 1989               | 3,3                | Twenthe                                              |
| Hoogste minimumtemperatuur (°C) | 2001              | 18,3              | De Bilt           |      | 2016               | 19,5               | Maastricht                                           |
| Laagste maximumtemperatuur (°C) | 1998              | 14,1              | De Bilt           |      | 1998               | 12,9               | Twenthe                                              |
| Hoogste maximumtemperatuur (°C) | 1964              | 31,1              | De Bilt           |      | 2001               | 34,2               | Maastricht                                           |
| Hoogste uurgemiddelde windsnelheid (m/s) | 1912, 1948        | 11,3              | De Bilt           |      | 2020               | 23,0               | IJmuiden                                             |
| Hoogste windstoot (m/s) | 1956              | 22,1              | De Bilt           |      | 2020               | 30,0               | IJmuiden                                             |
| Langste zonneschijnduur (uur) | 1973              | 12,9              | De Bilt           |      | 1975               | 13,6               | Eelde                                                |
| Langste neerslagduur (uur) | 2010              | 18,3              | De Bilt           |      | 2010               | 21,0               | Heino                                                |
| Hoogste etmaalsom van de neerslag (mm) | 2010              | 50,6              | De Bilt           |      | 2010               | 142,3              | Hupsel                                               |
| Laagste etmaalgemiddelde relatieve vochtigheid (%) | 1932              | 58                | De Bilt           |      | 1935 1947          | 53                 | Eelde Maastricht                                     |
| Laagste uurwaarde luchtdruk op zeeniveau (hPa) | 1912              | 987,4             | De Bilt           |      | 1912               | 981,9              | De Kooy                                              |
| Hoogste uurwaarde luchtdruk op zeeniveau (hPa) | 1975              | 1030,5            | De Bilt           |      | 1936 1975          | 1030,7             | De Kooy De Kooy, Eelde, Hoek van Holland, Leeuwarden |
| Officiële records worden altijd gemeten op het KNMI-weerstation in De Bilt. Landelijke records kunnen worden gemeten op elk officieel KNMI-weerstation in Nederland. |                   |                   |                   |      |                    |                    |                                                      |

Uitzonderlijke gebeurtenissen
- 1932 - Laatste officiële zomerse dag van het jaar (maximumtemperatuur ≥ 25 °C in De Bilt)
- 1935 - Laatste officiële zomerse dag van het jaar (maximumtemperatuur ≥ 25 °C in De Bilt)
- 2000 - Laatste officiële zomerse dag van het jaar (maximumtemperatuur ≥ 25 °C in De Bilt)
- 2001 - Laatste officiële zomerse dag van het jaar (maximumtemperatuur ≥ 25 °C in De Bilt)
- 2001 - Laatste officiële tropische dag van het jaar (maximumtemperatuur ≥ 30 °C in De Bilt)
- 2010 - Landelijk maandrecord hoogste etmaalsom van de neerslag in mm van augustus gemeten in Hupsel: 142,3

### België
Dagrecords
- 1864 - Laagste etmaalgemiddelde temperatuur 11 °C
- 2001 - Hoogste etmaalgemiddelde temperatuur 26,7 °C
- 1966 - Laagste minimumtemperatuur 6,9 °C
- 2001 - Hoogste maximumtemperatuur 32,9 °C
- 1880 - Hoogste etmaalsom van de neerslag 34 mm

Uitzonderlijke gebeurtenissen
- 1944 - In het land van Herve valt veel neerslag door onweersbuien. In Aubel wordt 91,8 mm genoteerd.
- 1971 - Modderstroom dringt een honderdtal huizen binnen in de vallei van de Jeker. In Wezet valt er 63,2 mm neerslag op één dag.
- 1992 - Tornado in Roux (Charleroi) met veel schade.
- 2001 - In Roeselare daalt de minimumtemperatuur niet onder 21,4 °C en dat is hoogste waarde die daar zijn waargenomen sinds het begin van de metingen.

<< · 1 · 2 · 3 · 4 · 5 · 6 · 7 · 8 · 9 · 10 · 11 · 12 · 13 · 14 · 15 · 16 · 17 · 18 · 19 · 20 · 21 · 22 · 23 · 24 · 25 · 26 · 27 · 28 · 29 · 30 · 31 · >>